# Вступление полка имени Володарского в Новочеркасск
«Вступление полка имени Володарского в Новочеркасск» — картина советского художника Митрофана Грекова, написанная им в 1920 году.
В годы Гражданской войны над новыми темами начал работать М. Б. Греков — основоположник советского батального жанра. Уроженец казачьего Дона, М. Греков участвовал в Первой мировой войне. К этому времени относятся его ранние батальные полотна, отразившие отдельные боевые эпизоды. Но подлинное рождение Грекова-баталиста произошло только после революции. Развивая лучшие традиции русской батальной живописи, он в новых условиях сумел насытить батальный жанр пафосом социалистической революции, больших идей современности. Его картины ярко и образно рассказывают о народном характере Красной Армии, о подвигах её бойцов, самоотверженно и сознательно защищавших молодое Советское государство в годы Гражданской войны. К 1919—1920 годам относится начало работы Грекова над огромной живописной эпопеей, посвящённой героическим подвигам Первой Конной армии.
Освобождению города Новочеркасска от белогвардейцев посвящена картина «Вступление полка имени Володарского в Новочеркасск» (1920). Картина выполнена в лучших традициях русской реалистической живописи, отличается тонким мастерством, написана в сдержанной, но красивой цветовой гамме. Раннее зимнее утро. Городская рабочая окраина. На улице остановился на привал полк Красной Армии. Всё кажется, на первый взгляд, просто и обыденно в картине. Размещённые на первом плане, мирно и деловито беседуют командиры. Из калитки домика навстречу спешит старик в рабочем фартуке, по виду мастеровой. Вместе с тем художник даёт живо почувствовать историческое значение происходящего, с волнением повествует о новой жизни, которая теперь пришла в город, показывает, что революционная армия, защищающая интересы трудящихся, — плоть от плоти народа. Большую эмоциональную роль в картине играет пейзаж, который прекрасно гармонирует с настроением бойцов, уставших после тяжёлых боёв и всё же полных бодрости, готовности к новым сражениям.
В 1920 году М. Б. Греков вступил в Красную Армию и стал непосредственным очевидцем и участником событий Гражданской войны, которым посвящены его картины.